# Vansonia rueppellii
Vansonia rueppellii is een zoogdier uit de familie van de gladneuzen (Vespertilionidae). De wetenschappelijke naam van de soort werd voor het eerst geldig gepubliceerd door Fischer in 1829.